# Signalisation routière en Israël
 (signalé en juillet 2025).
Si vous disposez d'ouvrages ou d'articles de référence ou si vous connaissez des sites web de qualité traitant du thème abordé ici, merci de compléter l'article en donnant les références utiles à sa vérifiabilité et en les liant à la section « Notes et références ».
- Archive Wikiwix
- Bing
- Cairn
- DuckDuckGo
- E. Universalis
- Gallica
- Google
- G. Books
- G. News
- G. Scholar
- Persée
- Qwant
- (zh) Baidu
- (ru) Yandex
- (wd) trouver des œuvres sur Wikidata

La signalisation routière en Israël est réglementée par le Ministère des Transports au sein de la Division de la planification des transports, créé pour la dernière fois en juin 2011.

## Panneaux d'avertissement
Les panneaux avertissant de conditions ou de situations dangereuses portent un symbole noir sur blanc à l’intérieur d’un triangle bordé de rouge.

Panneaux d'avertissement
Route inégale
Courbe vers la droite
Courbe vers la gauche
Double courbe, première à droite
Double courbe, première à gauche
Série de courbes
La route se rétrécit
La route se rétrécit à droite
La route se rétrécit à gauche
Carrefour
Route secondaire à droite
Route secondaire à gauche
Intersection en T
Carrefour décalé à droite
Carrefour décalé à gauche
Rond point
Feux de circulations
Petite route qui rejoint à droite
Petite route qui rejoint à gauche
Rejoindre la route principale en venant de la droite
Rejoindre la route principale en venant de la gauche
Des embouteillages possibles
Embouteillage
Traversée de tramway
Passage à niveau
Passage piéton
Piétons
Cyclistes
Panneau d'arrêt devant
Descente dangereuse
Surface glissante
Zone d'éboulement (à gauche)
Zone d'éboulement (à droite)
Ralentisseur
Circulation bidirectionnelle
Traversée de chameaux
Traversée de véhicules agricoles
Autre danger
Accident
Traversée d'eau
Enfants
Travaux
Fin des travaux routiers

## Signes réglementaires
A l'exception des formes particulières utilisées pour les panneaux «Stop» et «Cédez le passage» (respectivement un octogone et un triangle pointant vers le bas), les panneaux donnant des ordres sont circulaires et sont de deux sortes :
- Les panneaux obligatoires (par exemple «Tourner uniquement à droite») portent un symbole blanc sur un disque bleu.
- Les panneaux d'interdiction (par exemple «Interdiction de tourner à gauche») prennent la forme d'un symbole noir sur blanc à l'intérieur d'un cercle bordé de rouge, parfois avec l'ajout d'une barre oblique rouge à travers le symbole.

Panneaux obligatoires
Allez tout droit ou tournez à droite
Allez tout droit ou tournez à gauche
Allez tout droit
Tournez à droite
Tourner à gauche
Tourner à gauche ou à droite
Allez tout droit ou faites demi-tour à droite
Allez tout droit ou faites demi-tour à gauche
Demi-tour obligatoire à droite
Demi-tour obligatoire à gauche
Peut passer des deux côtés
Passer à droite
Passer à gauche
Début de l'autoroute
Fin de l'autoroute
Limite de vitesse minimum
Route réservée aux véhicules à moteur
Début de la zone d’apaisement de la circulation
Fin de la zone d'apaisement de la circulation
Zone de retrait du trafic
Fin de la zone de décession de circulation
Piste cyclable
Fin de la piste cyclable
Chemin piétonnier
Chemin cyclable
Piste piétonne et cyclable partagée
Piste piétonne et cyclable séparée
Voie à péage
Fin de la voie à péage

Panneaux de priorité
Cédez le passage
Arrêt
Rond point
Arrêt (commande manuelle)
Aller (commande manuelle)
Passage piéton
Priorité aux véhicules venant en sens inverse
Priorité sur les véhicules venant en sens inverse
Route prioritaire
Fin de la route prioritaire

Panneaux d'interdiction
Interdiction de tous les véhicules
Interdiction d'entrée
Interdiction des véhicules à moteur
Interdiction des camions de 10 tonnes
Interdiction des véhicules transportant des matières dangereuses
Interdiction des véhicules à quatre roues
Interdiction des motos
Interdiction des véhicules agricoles
Interdiction des animaux
Interdiction aux cyclistes
Interdiction aux piétons
Interdiction des piétons, des cyclistes, des véhicules agricoles et des animaux
Interdiction des véhicules de plus de 6 tonnes
Interdiction des véhicules de plus de 4,6 mètres
Interdiction des véhicules d'une largeur supérieure à 2,1 mètres
Espace cours de conduite
Aire de fin de cours de conduite
Interdiction de dépasser
Fin de l'interdiction de dépasser
Interdiction de dépasser pour les camions
Fin de l'interdiction de dépasser pour les camions
Zone urbaine
Fin de la zone urbaine
Limitation de vitesse
Fin de la limitation de vitesse
Interdiction de tourner à droite
Interdiction de tourner à gauche
Interdiction de faire demi-tour à droite
Interdiction de faire demi-tour à gauche
Interdiction de stationner
Interdiction de stationner et de s'arrêter
L'interdiction de stationner se termine
Interdiction de garer les camions de plus de 10 000 kg
Fin de l'interdiction de garer les camions de plus de 10 000 kg
Douane